# There is (always light)/Liberty&Gravity Special Edition
『「There is (always light)/Liberty&Gravity」Special Edition』（ゼアイズオルウェイズライト・リバティアンドグラビティ・スペシャルエディション）は、くるりのメジャー28枚目（通算32枚目）のシングル。2014年12月17日にSPEEDSTAR RECORDSから発売された。
企画アルバム『くるりとチオビタ』と同時発売されたシングルで、表題曲はいずれもアルバム『THE PIER』からのリカット。
初回限定盤と通常盤の2形態で発売され、初回限定盤には表題2曲のミュージック・ビデオを収録したDVDが付属。いずれも監督・演出は田向潤が手がけた。

## 収録曲

### CD
全曲 作詞・作曲:岸田繁
1. There is (always light) (4:50)
東京テアトル/リトルモア配給映画『まほろ駅前狂騒曲』主題歌。
2. Liberty & Gravity (6:23)
3. There is (always light) -alternative mix— (4:51)
  - リミックス:宮崎洋一

リミックスを手がけた宮崎は、アルバム『THE PIER』の録音も担当した[3]。
4. Liberty & Gravity -alternative mix- (6:22)
  - リミックス:渡辺省二郎、中村弘二
5. Liberty & Gravity -Madegg mix- (4:18)
  - リミックス:Madegg
6. Liberty & Gravity -demo ver.- (5:37)
  - リミックス:岸田繁

### DVD
- There is (always light) (Music Video)
- Liberty & Gravity (Music Video)